# Ян Пешек
Ян Пешек (пол. Jan Peszek, 13 лютого 1944, Шренськ) — польський актор театру та кіно, театральний режисер, педагог.

## Біографія
Народився у 13 лютого 1944 року у Шренську. Дитинство і юність провів в Андрихуві. Закінчив Краківську державну театральну академію у 1966 році, того ж року дебютував на сцені Польського театру у Вроцлаві. У наступні роки працював, зокрема, у Новому театрі в Лодзі та Старому театрі у Кракові, а в останні роки регулярно виступав на сценах Варшави (Національний театр і Театр естради). У 1964—1998 роках був учасником авангардного Ансамблю MW 2. У його послужному списку — ролі у найвідоміших польських театральних режисерів: Єжи Красовського, Казімежа Деймека, Міколая Грабовського, Єжи Яроцького, Кристіана Люпи, Міхала Задари та Ґжеґожа Яжини.
Професор Академії театрального мистецтва ім. Станіслава Виспянського у Кракові.
Лауреат премії імені Александра Зельверовича, яку присуджує редакція щомісячника «Театр», за роль у «Сценарії для трьох акторів» Боґуслава Шеффера в Театрі СТУ у Кракові та роль Якуба у «Республіці мрій» Бруно Шульца в Старому театрі імені Гелени Моджеєвської в Кракові у сезоні 1986/1987.
Дебютував у кіно ще 1969 року у фільмі «Знаки на дорозі», але почав регулярно з'являтися на кіноекранах лише на початку 1980-х. Знявся в десятках польських фільмів, серед яких, зокрема, ролі в таких стрічках: «Був джаз» Фелікса Фалька, «Бермудський трикутник» Вуйціка, «Фердідурка» Єжи Сколімовського, «Смерть як шматок хліба» Казімежа Куца, «Лебедина пісня» Ґлінського, «Втеча з кінотеатру „Вольность“» Марчевського та «Польський дармоїд» Валенжалека.
На RMF FM читав кримінально-політичні романи Клари Верітас «В ім'я батька» (2007/2008) та «Три дні Понтона» (2008/2009). На PR3 він читав автобіографічну книгу нобелівського лауреата Маріо Варгаса Льйоси «Як риба у воді. Мемуари».
Батько акторки та співачки Марії (з нею та гуртом Voo Voo записав альбом «Музика зі словами») та актора Блажея.

## Вибрана фільмографія
| Рік  |   | Українська назва | Оригінальна назва     | Роль                                                                     |
| ---- | - | ---------------- | --------------------- | ------------------------------------------------------------------------ |
| 1988 | с | Беднарський      | Na kłopoty… Bednarski | ювелір Йоганн Герхард / jubiler Johann Gerhard (6 епізод)                |
| 1990 | ф | Корчак           | Korczak               | Макс Бауер / Max Bauer                                                   |
| 2003 | ф | Погода на завтра | Pogoda na jutro       | Учасник протесту тримає мегафон перед магазином телевізорів (без титрів) |
| 2022 | ф | Листи до М. 5    | Listy do M. 5         | Maurycy, wuj Kariny / Моріс, дядько Карини                               |